# Guixonera
La guixonera (Lathyrus cicera) és una espècie de planta amb flor del gènere Lathyrus o pèsols silvestres. És una planta herbàcia anual originària d'Europa, Àfrica del Nord i el Pròxim Orient.
La tija és glabra amb circells a les extremitats i les fulles fan de 3 a 6 cm de llargada. La inflorescència té una sola flor, en diverses tonalitats de roig segons la varietat. El fruit és una beina dehiscent que conté els guixons, uns pèsols menuts comestibles.

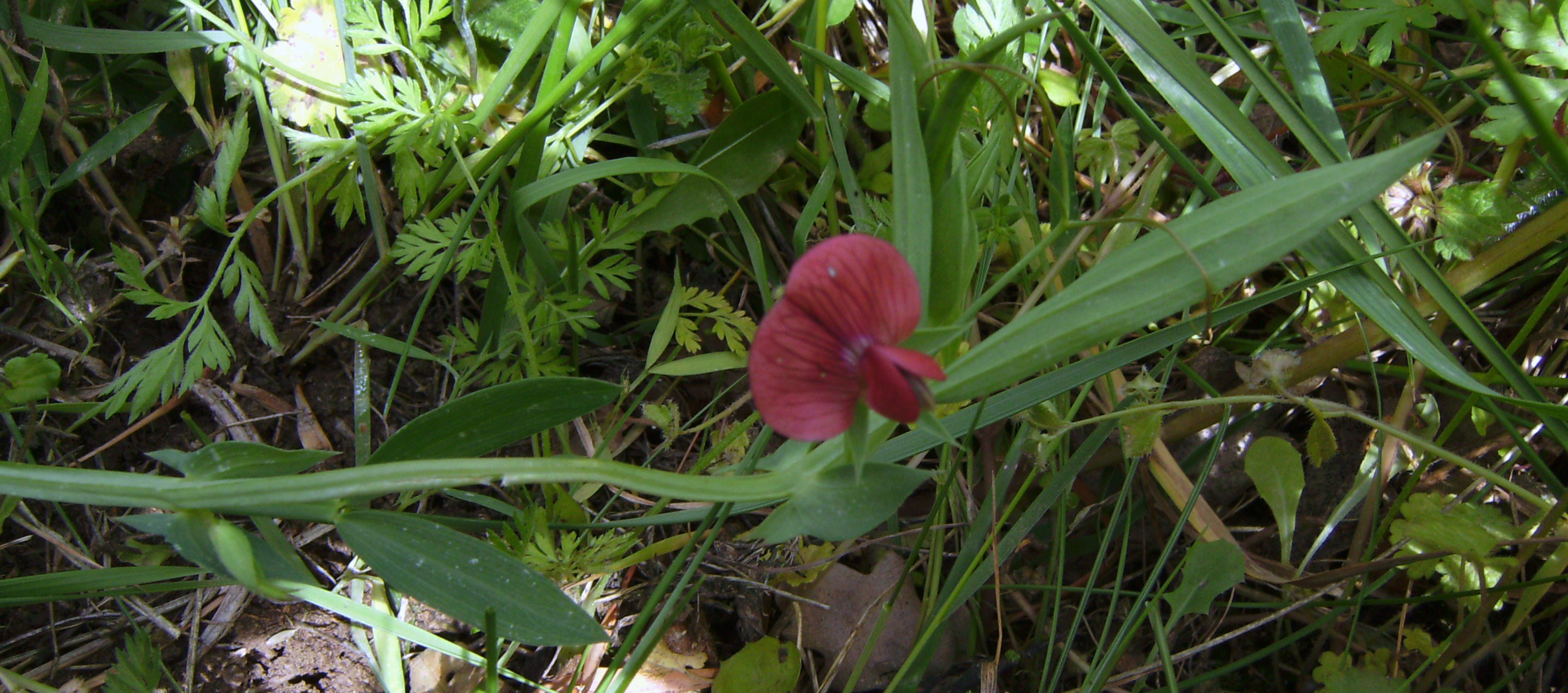
Flor i fulles

Actualment es fa molt d'èmfasi en el fet que el guixó és un dels llegums que pot causar el latirisme, malaltia típica de zones de monoconreu que normalment va unida a una manca de varietat en la dieta diària, causada per la pobresa, i a la malnutrició. En l'antiguitat, però, el guixó era un llegum molt apreciat. Segons Bonvesin de la Riva en la seva obra "Maravelles de Milà" (1288), el guixó, conegut localment com a cicerchia, era un dels àpats favorits de la classe benestant milanesa al segle xiii.